# Dysdera pamirica
Dysdera pamirica este o specie de păianjeni din genul Dysdera, familia Dysderidae, descrisă de Peter Mikhailovitch Dunin în anul 1992. Conform Catalogue of Life specia Dysdera pamirica nu are subspecii cunoscute.